# Alpheus euphrosyne
Alpheus euphrosyne är en kräftdjursart som beskrevs av De Man 1897. Alpheus euphrosyne ingår i släktet Alpheus och familjen Alpheidae. Inga underarter finns listade i Catalogue of Life.